# ARMAN
Pour les articles homonymes, voir Arman (homonymie).
Espèce
Espèce
Espèce
Classification phylogénétique
- Règne : Archaea
  - Phylum : Crenarchaeota
  - Phylum : Euryarchaeota
    - Incertae sedis : ARMAN

  - Phylum : Korarchaeota
  - Phylum : Nanoarchaeota
  - Phylum : Thaumarchaeota

Les microorganismes ARMAN, de l'anglais Archaeal Richmond Mine Acidophilic Nanoorganisms, sont des archées non cultivées de très petite taille — inférieure à 0,5 μm — observées pour la première fois dans des biofilms prélevés dans les drainages acides issus de la mine d'Iron Mountain (en), une mine particulièrement acide — pH inférieur à 1,5 — située près de Redding en Californie du Nord. L'acronyme ARMAN signifie « nanoorganismes archéens acidophiles de Richmond Mine », dans la mesure où la mine d'Iron Mountain est également appelée Richmond Mine at Iron Mountain ; il s'agit cependant d'une mine distincte de celle appelée également Richmond Mine située plus au sud, près de Sacramento. Ces nanoorganismes ont été caractérisés pour la première fois en 2006 par Baker et al. au laboratoire Jill Banfield de l'université de Californie à Berkeley à l'aide de techniques de séquençage shotgun qui ont permis de distinguer trois lignées appelées ARMAN-1, ARMAN-2 et ARMAN-3 demeurées inobservées jusqu'alors car elles présentent des séquences différentes des amorces couramment utilisées en PCR sur les gènes d'ARN ribosomique 16S. Des travaux ultérieurs ont complété ces résultats en 2009 avec les lignées ARMAN-4 et ARMAN-5.
Les ARMAN sont des archées de l'embranchement des Euryarchaeota qui présente également des caractéristiques génétiques et biochimiques les rapprochant des Crenarchaeota voire, dans une moindre mesure, de certaines bactéries. On les trouve dans les biofilms chimioautotrophes qui se développent dans les eaux de drainage riches en métaux dissous — concentration millimolaire, voire molaire, de fer, de zinc, de cuivre ou encore d'arsenic — de certaines mines. Ces biofilms contiennent essentiellement des bactéries du genre Leptospirillum ainsi que des archées de l'ordre des Thermoplasmatales, notamment du genre Ferroplasma. Les cellules d'ARMAN qui s'y trouvent représentent de 5 à 25 % du total et ont chacune un volume très réduit de 0,009 à 0,04 μm3 pour une moyenne de 0,03 ± 0,01 μm3, les plus petites étant proches de la limite théorique des formes de vie cellulaires ; ces cellules contiennent chacune environ 92 ribosomes — cent fois moins d'une cellule d'E. coli en culture — disposés sur la surface intérieure de la membrane plasmique, et presque toutes contiennent un organite tubulaire d'environ 200 μm de long sur 60 μm de large à la fonction inconnue.
Malgré leur petite taille, ces cellules sont souvent la cible d'au moins deux types de virus, et un petit nombre d'entre elles interagissent avec des archées de l'ordre des Thermoplasmatales, qui émettent des protubérances cytoplasmiques à travers la membrane des ARMAN. Il est possible que cela permette à ces nanoorganismes d'acquérir auprès de leur partenaire plus grand des métabolites que ces petites cellules au métabolisme défectif ne sont pas en mesure de produire. Les ARMAN possèdent en effet quelques gènes codant des enzymes de la glycolyse, mais possèdent en revanche tous (ou presque tous, selon les lignées) les gènes nécessaires aux réactions du cycle de Krebs et sont capables de dégrader les acides gras par β-oxydation ; la succinate déshydrogénase a été détectée dans toutes les lignées d'ARMAN, ce qui démontre que ces nanoorganismes possèdent une respiration cellulaire aérobie. Ce mode de vie aérobie est confirmé par la présence d'une superoxyde dismutase (EC 1.15.1.1) et de deux gènes semblables à ceux de la peroxyrédoxine (EC 1.11.1.15), qui interviennent en réponse au stress oxydant.
Baker et al. ont proposé d'appeler les lignées ARMAN-2, ARMAN-4 et ARMAN-5 respectivement Candidatus "Micrarchaeum acidiphilum", Candidatus "Parvarchaeum acidiphilum" et Candidatus "Parvarchaeum acidophilus".
Outre la mine d'Iron Mountain, des organismes apparentés aux ARMAN ont également été identifiés dans un drainage acide près du Río Tinto en Espagne, autour d'une tourbière acide en Finlande, et même dans une source chaude profonde légèrement basique au Japon.